# La comunidad de la sangre
La comunidad de la sangre (título original en inglés: Blood Communion: A Tale of Prince Lestat) es una novela de terror de la escritora estadounidense Anne Rice, decimotercer libro en la serie Crónicas vampíricas, publicado el 2 de octubre de 2018. Narrada en primera persona por el vampiro Lestat de Lioncourt, la obra fue la primera de la serie Crónicas vampíricas en contener ilustraciones (de Mark Edward Geyer). Es la novela final de la serie, tras el fallecimiento de Rice el 11 de diciembre de 2021.

## Resumen de la trama
La novela es un cuento relatado por el vampiro Lestat de Lioncourt, en el que narra sus enfrentamientos con el villano vampiro Rhoshamandes; sus esfuerzos por gobernar con éxito el mundo vampírico como Príncipe Lestat; y sus intentos de unir a los vampiros del mundo en una tribu familiar unificada, con el fin de poner punto final a siglos de enemistad y aislamiento entre las distintas facciones e individuos vampíricos. A lo largo de la novela, Lestat se ve obligado a lidiar con cuestiones de mortalidad vampírica; las limitaciones de su propia capacidad para salvar y proteger a sus seres queridos; así como su propósito y metas generales como bebedor de sangre y como Príncipe de los vampiros.